# 汎用技術
汎用技術（はんようぎじゅつ、英: General-purpose technologies; GPTs）は、経済全体に影響を与える可能性のある技術のことである。
通常、国家レベル、地球レベルで影響を与える技術のことを言う。

## 解説
汎用技術は、現存する経済や社会の構造への影響を通じて、社会を劇的に変化させる可能性を秘めている。 汎用技術の例としては、蒸気機関、鉄道、交換可能部品、電力、電子工学、マテリアルハンドリング、機械化、制御理論（ファクトリーオートメーション ）、自動車、コンピューター、インターネット、医薬品、ブロックチェーンなどが挙げられる。
経済学では、新しいインフラストラクチャーの開発に要する時間、学習コスト、古い技術やスキルの陳腐化などが原因で、ある経済圏で新しいGPTが最初に採用されると、生産性が向上する前に、実際には生産性が低下する可能性があると理論化されている。これは、測定不能な無形資産が蓄積され、その後収穫されるため、「生産性のJカーブ」につながる可能性がある。新技術の潜在的利益を活用するためのタイムフレームが迫っていることは、トレードオフとみなされる。GPTを開発した組織からのスピンアウト企業／発明家は、GPTのアプリケーション開発において重要な役割を果たす。しかし、アプリケーション開発へのスピンアウトが増えるにつれて、GPTにおける累積的イノベーションのレベルが低下することが観察されている。

## 効果
新しい汎用技術を経済に採用し始める時期においては、場合よっては、生産性が向上する前に実質的に生産性が低下する場合がある。これは、次のような理由によると考えられる。
- 新しいインフラストラクチャーの開発に時間が必要なため
- 新しい技術の学習コストが掛かるため
- 古い技術やスキルを陳腐化させてしまうため

新技術の潜在的利益を利用するために必要な時間は、トレードオフとみなされる。 

## 批評
ミネソタ大学応用経済学の理事名誉教授のVernon W. Ruttanは、Is War Necessary for Economic Growth?: Military Procurement and Technology Developmentという本の中で、軍事・防衛関連の調達がアメリカの技術開発に与えた影響について議論している。 Ruttanは、汎用技術として次の6つを定義している。
- 交換可能部品と大量生産
- 軍事・産業用航空機
- 核エネルギー
- コンピューターと半導体
- インターネット
- 航空産業

Ruttanはこれらの技術の歴史の調査の結果、軍事・防衛関連の政府による調達が技術開発の主な資源となっていたことを発見した。そして、現在の技術開発の世界では、産業技術の開発に軍事・防衛関連の貢献がなく、産業技術の開発は軍事調達がなくても進むが、航空機、コンピュータ、インターネット産業などよりも進歩が遅くなる、と考えている。彼は軍事・防衛関連の調達がなければ実現しなかった汎用技術の例として、核エネルギーを挙げている。

### エネルギーシステムの変換による新しい汎用技術
Global Energy Transformationという本の作者のMats Larssonは、Ruttan教授の著作に言及し、以下のように論じている。「新しいエネルギー技術の開発を推進するためには、エネルギーシステム変換のために政府が大規模な投資をする必要がある。エネルギーを効率化する技術とインフラストラクチャーが、将来の石油ピーク後の世界で経済成長を続けるためには必要である。しかし、こうした技術を開発・大規模に実装することは、産業界のみで推進するには複雑過ぎ、必要なリソースも大きすぎるためだ。」
この議論の根拠として、Larssonは過去に行われた大規模な開発プログラムやプロジェクトを挙げている。1つ目は、第二次世界大戦中の軍事品開発によるアメリカ産業の転換、2つ目はマーシャル・プラン、3つ目はアポロ計画である。そして、地球規模の大規模なエネルギーシステムの変換には、政府が投資する類似のプログラムが必要となるだろう、と述べている。

### 汎用技術の歴史
経済学者のRichard LipseとKenneth Carlawは、歴史上24の技術のみが真の汎用技術に分類できるだろうと述べている。 彼は汎用技術を以下の4種類に分類している。
- 単一の、それ自体として認識である一般的な技術
- 当初は改善の余地が多かったが、後に経済全体で幅広く使われるようになった技術
- 様々な用途を保つ技術
- 多数のスピルオーバー効果をもたらす技術

彼らの本によると、21世紀にいくつかの汎用技術が追加された。汎用技術は、製品、プロセス、または組織システムのいずれかである。
LipseyとCarlawが言及した以下の最も古い技術は、新石器時代以前に生まれた。これらは汎用技術とはみなさないが、他の24の技術革新は、これらの技術の上に築かれたものである。
| 分類     | 時期     |                    |
| -------- | -------- | ------------------ |
| 音声言語 | プロセス | 紀元前10,000年以前 |
| 衣服     | 製品     | 紀元前10,000年以前 |
| 火の使用 | プロセス | 紀元前10,000年以前 |
| 兵器     | 製品     | 紀元前10,000年以前 |

| 汎用技術           | スピルオーバー効果                                                                      | 時期              | 分類         |
| ------------------ | --------------------------------------------------------------------------------------- | ----------------- | ------------ |
| 植物の栽培化       | Neolithic Agricultural Revolution                                                       | 紀元前9000-8000年 | プロセス     |
| 動物の家畜化       | Neolithic Agricultural Revolution, Working animals                                      | 紀元前8500-7500年 | プロセス     |
| 鉱石の製錬         | Early metal tools                                                                       | 紀元前8000-7000年 | プロセス     |
| 車輪               | Mechanization, Potter's wheel                                                           | 紀元前4000–3000年 | 製品         |
| 筆記               | Trade, Record keeping                                                                   | 紀元前3400-3200年 | プロセス     |
| 青銅               | Tools & Weapons                                                                         | 紀元前2800年      | 製品         |
| 鉄                 | 1200 BCTools & Weapons                                                                  | 紀元前1200年      | 製品         |
| 水車               | Inanimate power, Mechanical systems                                                     | Early Middle Ages | 製品         |
| キャラック船       | Discovery of the New World, Maritime trade, Colonialism                                 | 15世紀後期        | 製品         |
| 活版印刷           | Knowledge economy, Science education, Financial credit                                  | 16世紀後期        | プロセス     |
| 工場システム       | Late 18th Century Industrial Revolution, Interchangeable parts                          | 18世紀後期        | 組織システム |
| 蒸気機関           | Industrial Revolution, Machine tools                                                    | 18世紀後期        | 製品         |
| 鉄道               | Suburbs, Commuting, Flexible location of factories                                      | 19世紀中期        | 製品         |
| 鉄蒸気船           | Global agricultural trade, International tourism, Dreadnought Battleship                | 19世紀中期        | 製品         |
| 内燃エンジン       | Automobile, Airplane, Oil industry, Mobile warfare                                      | 19世紀後期        | 製品         |
| 電気               | Centralized power generation, Factory electrification, Telegraphic communication        | 19世紀後期        | 製品         |
| 自動車             | Suburbs, Commuting, Shopping centres, Long-distance domestic tourism                    | 20世紀            | 製品         |
| 飛行機             | International tourism, International sports leagues, Mobile warfare                     | 20世紀            | 製品         |
| 大量生産           | Consumerism, Growth of US economy                                                       | 20世紀            | 組織システム |
| コンピューター     | Digital Revolution                                                                      | 20世紀            | 製品         |
| リーン生産方式     | 20th Century Growth of Japanese economy                                                 | 20世紀            | 組織システム |
| インターネット     | 20th Century Electronic business, Crowdsourcing, Social networking, Information warfare | 20世紀            | 製品         |
| バイオテクノロジー | Genetically modified food, Bioengineering, Gene therapy                                 | 20世紀            | プロセス     |
| バーチャルビジネス | Paperless office, Telecommuting, Software agents                                        | 21世紀            | プロセス     |
| ナノテクノロジー   | Nanomaterials, Nanomedicine, Quantum dot solar cell, Targeted cancer therapy            | 21世紀            | 製品         |
| 人工知能           | Autonomous car, Inventory robot, Industrial robot                                       | 21世紀            | プロセス     |

労働の生産性の年間向上率は、蒸気機関が0.34%、ITが0.6%（1995-2005年）、ロボティクスが0.36%（1993-2007年）である。